# 朱玛拜·比拉勒
朱马拜·比拉力（1941年—）另记作朱玛拜·比拉勒或居玛拜·比拉力，中国哈萨克族作家，中共党员。中国作家协会第六届全委会委员、第七届名誉委员。新疆维吾尔自治区文学艺术界联合会和新疆作家协会委员，塔城地区文联副主席。

## 生平
1962年毕业于新疆大学中文系。1980年创刊《塔尔巴哈台》杂志并任主编。

## 奖项
短篇小说《婚姻》获1988年中国作协、国家民委山丹奖，短篇小说集《父亲的业绩》获1990年中国作协和国家民委少数民族文学奖，中短篇小说集《蓝雪》获中国作协和国家民委骏马奖。